# Alison Folland
Alison Folland (Boston, 10 agosto 1978) è un'attrice statunitense.

## Filmografia parziale
- Da morire (To Die For), regia di Gus Van Sant (1995)
- Prima e dopo (Before and After), regia di Barbet Schroeder (1996)
- Will Hunting - Genio ribelle (Good Will Hunting), regia di Gus Van Sant (1997)
- All Over Me, regia di Alex Sichel (1997)
- Boys Don't Cry, regia di Kimberly Peirce (1999)
- Scoprendo Forrester (Finding Forrester), regia di Gus Van Sant (2000)
- Lei mi odia (She Hate Me), regia di Spike Lee (2004)
- Io non sono qui (I'm Not There), regia di Todd Haynes (2007)
- E venne il giorno (The Happening), regia di M. Night Shyamalan (2008)
- 4 amiche e un paio di jeans 2 (The Sisterhood of the Traveling Pants 2), regia di Sanaa Hamri (2008)

## Doppiatrici italiane
Nelle versioni in italiano delle opere in cui ha recitato, Alison Folland è stata doppiata da:
- Francesca Fiorentini in Da morire
- Tiziana Avarista in Prima e dopo
- Valentina Mari in Boys Don't Cry
- Daniela Abbruzzese in CSI: NY